# Wistron
Wistron est une entreprise taïwanaise de fabrications et d'assemblages de pièces électroniques. Wistron est un Original Design Manufacturer (ODM). Elle est issue en 2000 d'une scission de Acer et officiellement fondée le 30 mai 2001. 

## Sites de production
Taïwan
- Hsinchu

Chine
- Kunshan
- Zhongshan
- Chengdu
- Chongqing
- Taizhou

Malaisie
- Selangor

Mexique
- Juarez

États-Unis
- McKinney[4]

République tchèque
- Brno

Inde
- Bengalore (15 000 employés en 2020)[5],[6]